# Login formazione
Login formazione professionale SA (denominazione propria login formazione professionale SA) è un partner per la formazione per le professioni nel settore della mobilità con sede principale a Olten. Per le FFS, la BLS, le Ferrovie retiche (RhB), l’Unione dei trasporti pubblici (UTP) e circa 70 altre imprese, login organizza tirocini professionali, praticantati e formazioni continue.
Le ditte partner di login mettono a disposizione il numero corrispondente di posti di formazione (circa 900 all’anno), tra i quali le persone in formazione ruotano a intervalli regolari (ogni sei mesi) a seconda della professione della loro formazione. Login impiega circa 150 collaboratori e collaboratrici e 2100 persone in formazione che si preparano al conseguimento dei loro titoli professionali riconosciuti a livello federale nell’ambito di 25 tirocini professionali diversi.

## Storia
login formazione professionale è stata fondata come associazione il 21 settembre 2001 ed è operativa dal 1º gennaio 2002. Dal 2014, login è una società anonima con le organizzazioni responsabili FFS, BLS, RhB e Unione dei trasporti pubblici (UTP). Le FFS detengono circa il 70% delle azioni, mentre la BLS, la RhB e l’UTP partecipano ciascuna con il 10%.
In quanto partner per la formazione delle FFS, della BLS, della RhB, dell’Unione dei trasporti pubblici (UTP) e di circa 70 altre imprese di mobilità, login organizza tirocini professionali e praticantati orientati al mercato. Login formazione professionale SA è responsabile dal reclutamento, al processo di candidatura e alla conclusione del contratto di tirocinio, fino alla formazione e all’assistenza delle persone in formazione durante la loro intera formazione. La sede principale di login è a Olten; l’azienda impiega un totale di 150 collaboratori e collaboratrici.
login è cresciuta fino a contare circa 70 ditte partner (stato 2023), tra cui vi sono imprese del settore aeronautico come Swissport, Swiss, SR Technics o Edelweiss.

## Formazione di base
Da login, ogni anno oltre 2100 persone in formazione si preparano al conseguimento dei loro titoli professionali riconosciuti a livello federale nell’ambito di 25 professioni diverse.
Le formazioni comprendono professioni commerciali, tecniche e artigianali nei settori Costruzione di binari, Informatica, Logistica, Costruzione di vie di comunicazione e Pulizia ordinaria e manutentiva.
La formazione di base nei settori Tecnica e Costruzione di binari si svolge in tutta la Svizzera in undici centri di formazione propri, di cui sei nel settore Tecnica, e cinque nel settore Costruzione di binari. Presso 13 Junior Station, gli aspiranti impiegati e impiegate del commercio al dettaglio gestiscono autonomamente una stazione e sono responsabili dell’intero esercizio.
Nel 2023, login ha ottenuto il Premio nazionale della formazione e ha conseguito per la quinta volta consecutiva il riconoscimento «Great Start!» di Great Place to Work.